# Rugby playa en los Juegos Suramericanos de Playa
El rugby playa en los Juegos Suramericanos de Playa ha estado presente desde la edición inaugural en 2009, bajo la colaboración entre la Organización Deportiva Suramericana y Sudamérica Rugby.
Los partidos de rugby playa duran diez minutos y se realizan entre dos equipos de cinco jugadores.

## Masculino

### Torneos
| Año           | Sede                                 | Equipos | Oro       | Plata     | Bronce    |
| 2009 Detalles | Punta del Este y Montevideo, Uruguay | 7       | Argentina | Paraguay  | Uruguay   |
| 2011 Detalles | Manta, Ecuador                       | 7       | Argentina | Chile     | Perú      |
| 2014 Detalles | La Guaira, Venezuela                 | 4       | Argentina | Venezuela | Ecuador   |
| 2019 Detalles | Rosario, Argentina                   | 7       | Argentina | Chile     | Venezuela |
| 2023 Detalles | Santa Marta, Colombia                | 5       | Chile     | Colombia  | Argentina |

### Medallero histórico

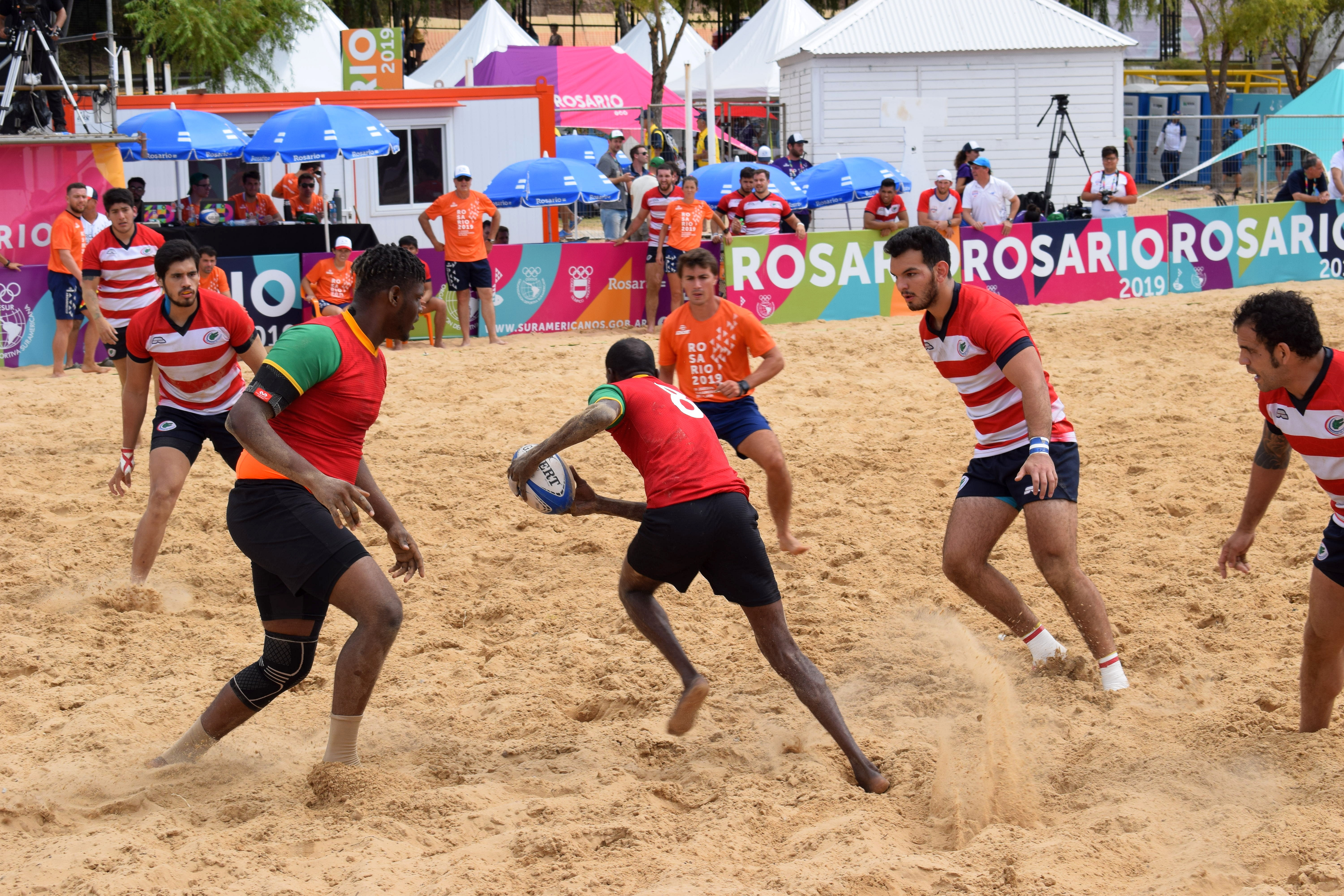
Partido entre Guyana y Paraguay durante la ronda clasificatoria de los Juegos Suramericanos de Playa de 2019.

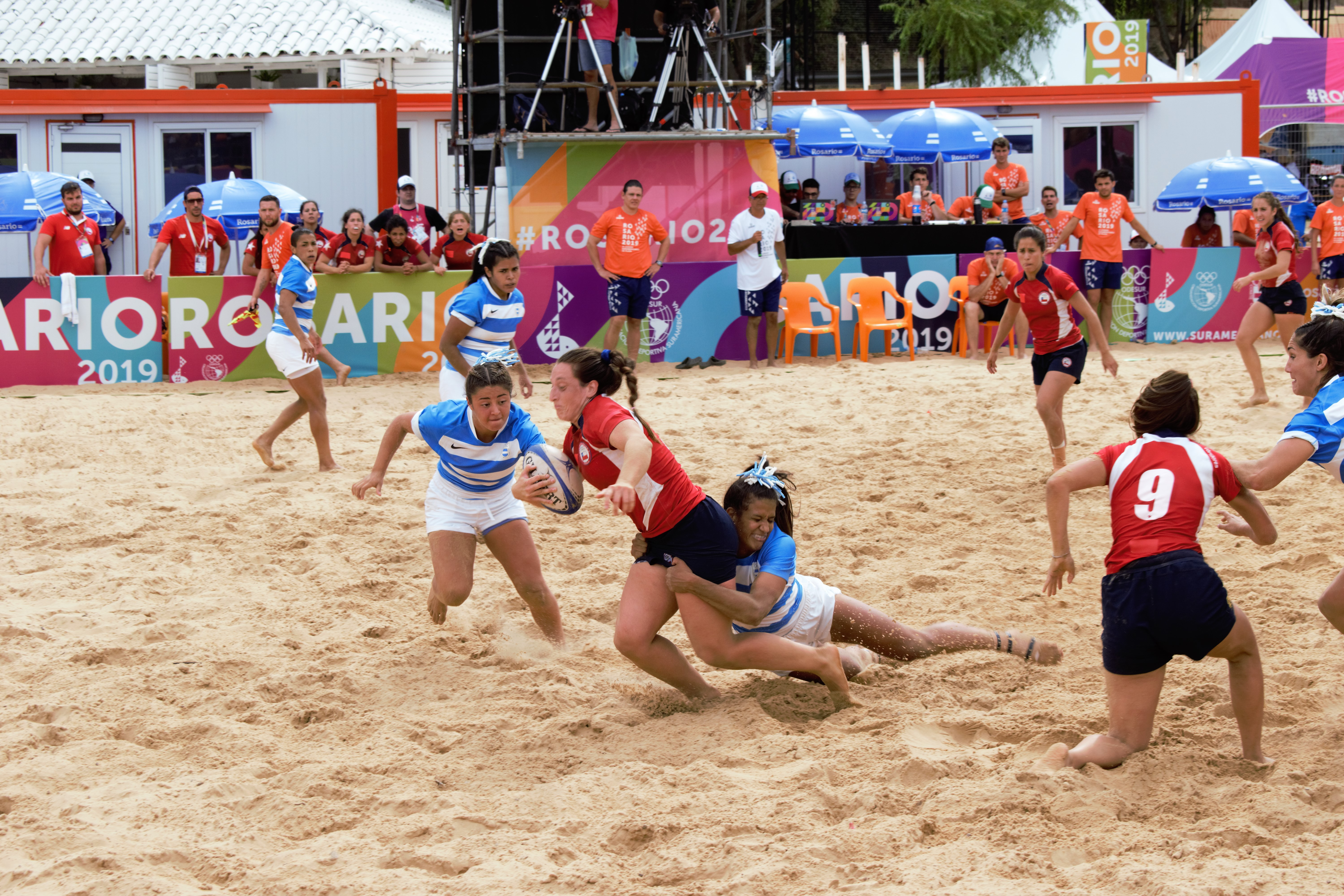
Final entre Argentina y Chile en los Juegos Suramericanos de Playa de 2019.

| Núm. | País      | Oro | Plata | Bronce | Total |
| ---- | --------- | --- | ----- | ------ | ----- |
| 1    | Argentina | 4   | 0     | 1      | 5     |
| 2    | Chile     | 1   | 2     | 0      | 3     |
| 3    | Venezuela | 0   | 1     | 1      | 2     |
| 4    | Paraguay  | 0   | 1     | 0      | 1     |
| 5    | Colombia  | 0   | 1     | 0      | 1     |
| 6    | Uruguay   | 0   | 0     | 1      | 1     |
| 7    | Perú      | 0   | 0     | 1      | 1     |
| 8    | Ecuador   | 0   | 0     | 1      | 1     |
|      | TOTAL     | 5   | 5     | 5      | 15    |

## Femenino

### Torneos
| Año           | Sede                                 | Equipos | Oro       | Plata     | Bronce    |
| 2009 Detalles | Punta del Este y Montevideo, Uruguay | 6       | Brasil    | Uruguay   | Argentina |
| 2011 Detalles | Manta, Ecuador                       | 4       | Brasil    | Uruguay   | Argentina |
| 2014 Detalles | La Guaira, Venezuela                 | 4       | Argentina | Venezuela | Uruguay   |
| 2019 Detalles | Rosario, Argentina                   | 4       | Argentina | Chile     | Paraguay  |
| 2023 Detalles | Santa Marta, Colombia                | 4       | Colombia  | Chile     | Uruguay   |

### Medallero histórico
| Núm. | País      | Oro | Plata | Bronce | Total |
| ---- | --------- | --- | ----- | ------ | ----- |
| 1    | Argentina | 2   | 0     | 2      | 4     |
| 2    | Brasil    | 2   | 0     | 0      | 2     |
| 3    | Colombia  | 1   | 0     | 0      | 1     |
| 4    | Uruguay   | 0   | 2     | 2      | 4     |
| 5    | Chile     | 0   | 2     | 0      | 2     |
| 6    | Venezuela | 0   | 1     | 0      | 1     |
| 7    | Paraguay  | 0   | 0     | 1      | 1     |
|      | TOTAL     | 5   | 5     | 5      | 15    |